# Gaius Appius Iunius Silanus
Gaius Appius Iunius Silanus († 42 n. Chr.) war ein römischer Patrizier aus der gens Iunia.
Im Jahre 28 war er Konsul. 32 n. Chr. wurde er wegen laesa maiestas angeklagt, aber freigesprochen.
Im Jahre 40 wurde er Legat in Hispania Tarraconensis. Von dort berief ihn Kaiser Claudius nach einem halben Jahr zurück, um ihn mit seiner Schwiegermutter Domitia Lepida zu verheiraten. Vermutlich sollte er durch die Hochzeit mit der Mutter der Kaiserin noch enger mit dem Kaiser verbunden werden, vielleicht sogar als möglicher Nachfolger, denn Claudius’ Sohn Britannicus wurde erst einen Monat später geboren.
42 n. Chr. verschworen sich der kaiserliche Freigelassene Narcissus und die Kaiserin Messalina gegen Silanus. Angeblich hatte sich Silanus Messalinas Verführungsversuchen widersetzt. Sie erzählten Claudius, sie hätten beide geträumt, Silanus wolle ihn ermorden. Als der von Narcissus zum Kaiser Bestellte tatsächlich wenig später erschien, glaubte Claudius den Anschuldigungen und ließ Silanus ohne Gerichtsurteil hinrichten.